# Sophie Barat

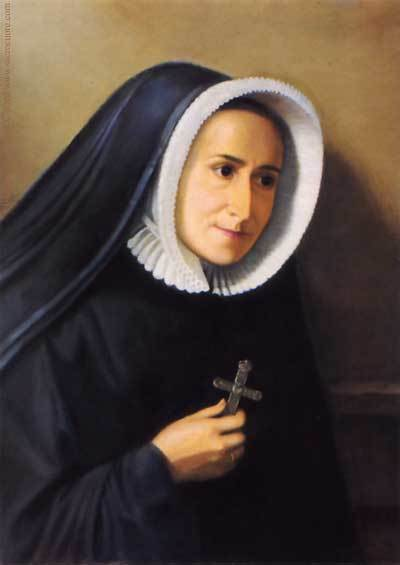
Magdalena Sophie Barat

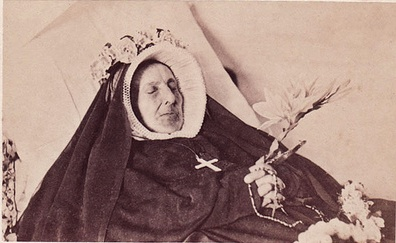
Magdalena Sophie Barat auf dem Sterbebett, Foto, 1865

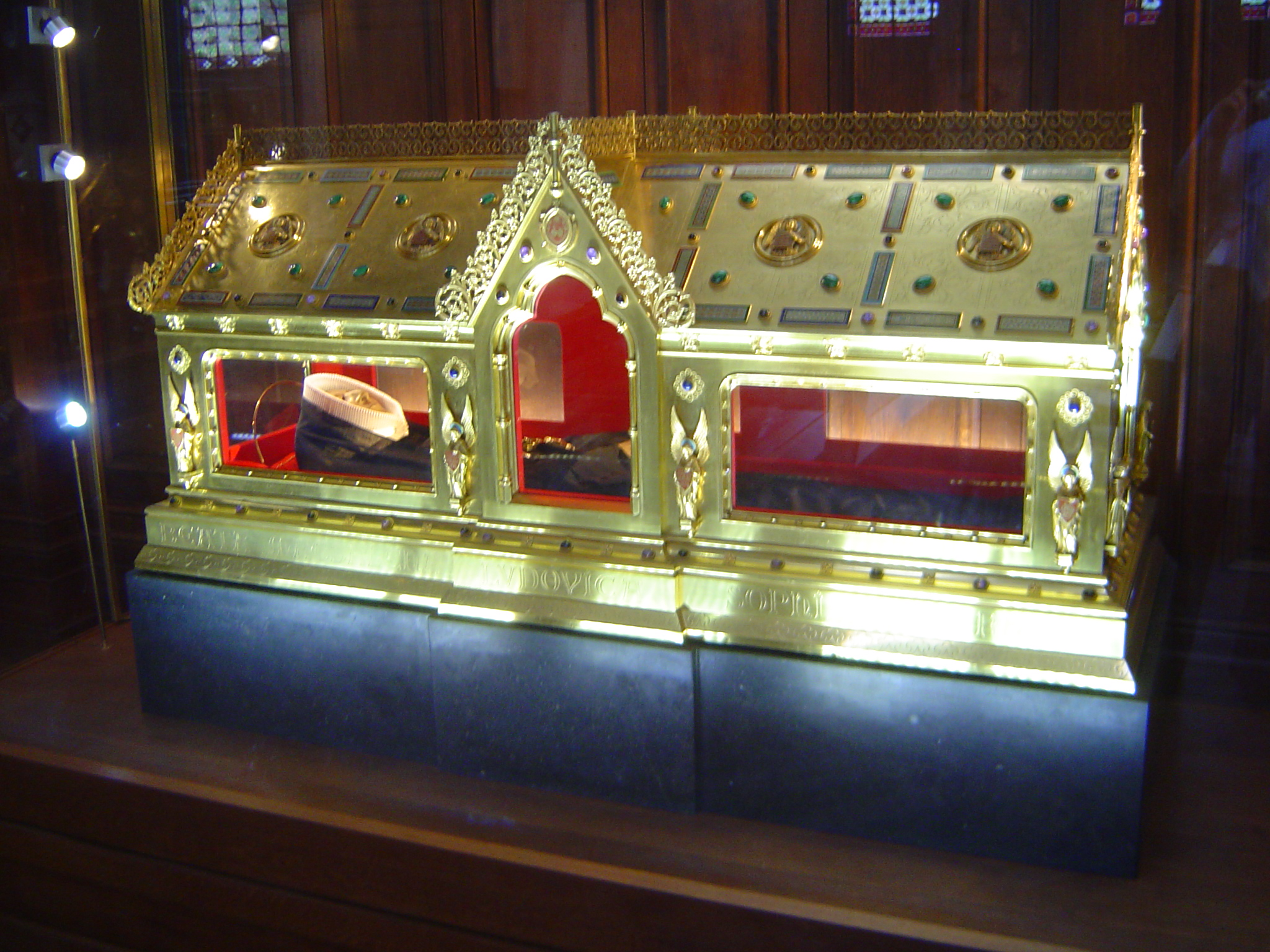
Reliquienschrein der hl. Madeleine-Sophie Barat in der Pariser Kirche Saint-François-Xavier

(Magdalena) Sophie Barat (* 12. oder 13. Dezember 1779 in Joigny im Burgund; † 25. Mai 1865 in Paris) war die Gründerin des katholischen Frauenordens der Sacré-Cœur-Schwestern, der als Erziehungsorden bekannt wurde.

## Leben
Als die Französische Revolution ausbrach, war Sophie Barat zehn Jahre alt. Ihre erste Schulbildung erhielt sie zu Hause: Ihr älterer Bruder Louis, Diakon am Heimatort, unterrichtete sie – ungewöhnlich für Mädchen ihrer Zeit – wie seine Schüler am Gymnasium in den Fächern Latein, Literatur, Naturwissenschaften und Mathematik.
Der Bruder entkam der ihm als Priester drohenden Guillotine und ging mit Sophie im Jahr 1805 nach Paris. Hier lebte sie zusammen mit drei weiteren jungen Frauen, die ihren Lebensunterhalt durch Unterricht verdienten. Aus dieser Gemeinschaft entwickelt sich schließlich der Sacré-Cœur-Orden. Sophie nahm den Ordensnamen Magdalena an. Von 1806 bis zu ihrem Tod war sie Generaloberin des Ordens.
Sophie Barat gründete Niederlassungen an verschiedenen Orten in Europa, den USA, Chile, Kuba, Kanada und Algerien, um Kindern und Jugendlichen in Not zu helfen. Insgesamt gehen auf sie 122 Niederlassungen in 16 Ländern zurück. Eine Kernaufgabe waren dabei die Verhandlungen mit kirchlichen und weltlichen Behörden, um den institutionellen Rahmen sowie Gebäude für Internate und Armenschulen zu ermöglichen.
Sophie Barat investierte ihre Einkünfte aus den Internaten, die von den Töchtern der gehobenen Gesellschaftsschichten besucht wurden, in sogenannten Freischulen. Dort erhielten Kinder aus den weniger privilegierten Schichten kostenlosen Unterricht. Daneben gründete sie eine Reihe weiterer Institutionen.
Zum Zeitpunkt ihres Todes gehörten ihrer Ordensgemeinschaft 3500 Schwestern an.

## Seligsprechung und Heiligsprechung
Magdalena Sophie Barat wurde 1908 selig- und 1925 heiliggesprochen. Ihr Gedenktag ist der 25. Mai.

## Nachleben
Heute gehören dem Sacré-Cœur-Orden knapp 3000 Schwestern in 41 Ländern an. Immer noch kümmern sie sich im Wesentlichen um die Erziehung und Bildung von Mädchen und Frauen.
Nach Sophie Barat wurden unter anderem einige Schulen benannt, die bekannteste ist die Sophie-Barat-Schule in Hamburg.